# 缺影遊鰾條鰍
缺影遊鰾條鰍（學名：Physoschistura absumbra），也称作无影游鳔条鳅，為輻鰭魚綱鯉形目條鰍科遊鰾條鰍屬的其中一種。分布於亞洲中國雲南省南滾河流域，體長可達4.4公分，棲息在河川底層水域，生活習性不明。

## 扩展阅读
維基物種上的相關：缺影遊鰾條鰍